# 凤阳街道
凤阳街道，是中华人民共和国广东省广州市海珠区下辖的一个乡镇级行政单位。

## 行政区划
凤阳街道下辖以下地区：
汇源社区、叠彩园社区、五村社区、逸景翠园社区、泰宁社区、富康社区、凤阳社区、五凤社区、南珠社区、旧凤凰社区、西畔里社区、敦和社区、康乐东社区、鹭江社区、凤和社区、康乐西社区、康乐中社区、金马社区、和平社区和润翠社区。

## 交通

### 地铁
- █广州地铁2号线：江泰路站
- █广州地铁11号线：江泰路站、五凤站、逸景路站